# Datel magellanský
Datel magellanský (Campephilus magellanicus) je šplhavec z čeledi datlovití (Picidae) a rodu Campephilus. Obývá Chile a jihozápadní Argentinu, je nejjižněji žijícím druhem svého rodu.

## Popis
Datel magellanský měří na délku 36 až 45 cm, samci váží 312 až 363 g, samice 276 až 312 g. Křídlo měří 20,5 až 23 cm, ocas 13,9 až 16,8 cm, běhák 3,3 až 3,9 cm a dlátovitý zobák 4,3 až 6 cm. Jedná se o největšího datla svého rodu, největšího datla Jižní Ameriky a jednoho z největších datlů na světě. Větší mohou být pouze datlové z rodu Dryocopus a datel břidlicový (Mulleripicus pulverulentus), příbuzné druhy datel knížecí (Campephilus principalis) a datel císařský (Campephilus imperialis) již zřejmě vyhynuly.
Datel magellanský je ve svém areálu rozšíření nezaměnitelným druhem. Má převážně černé zbarvení s bílými znaky na křídlech a šedý zobák. Samci mají karmínově zbarvenou hlavu a hřebínek, samice ji mají zbarvenou převážně černě, ale červené barvy dosahuje u kořene zobáku. Mláďata vypadají podobně jako dospělci, avšak mají menší hřeben a nahnědlé peří.

## Chování

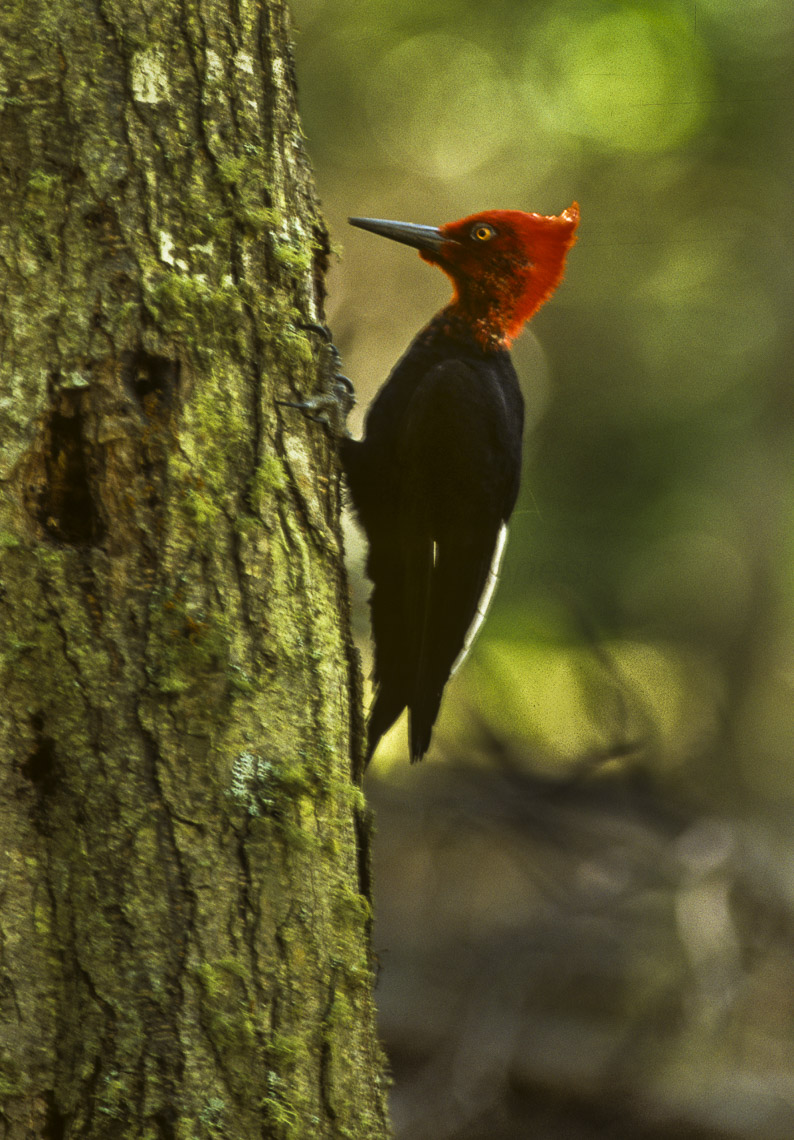
Datel magellanský, samec

Datel maggelanský obývá lesy z pabuků (Nothofagus), případně pabukovo-cypřišové lesy, ve kterých loví potravu. Datli preferují především živé stromy, ale někdy mohou vyhledávat rovněž padlé nebo zlomené exempláře. Na jaře, když roztaje sníh, vyhledávají potravu na vlhkých dolních kmenech stromů. Živí se dřevokazným hmyzem, brouky a pavouky. Potravu si doplňují také ovocem, mízou, žerou také malé plazy, netopýry, z hnízd vybírají vejce a mláďata zpěvných ptáků. Hledáním potravy stráví většinu dne. Území sdílí společně s datlem chilským (Colaptes pitius) a strakapoudem páskovaným (Veniliornis lignarius), avšak navzájem si nekonkurují.
Datli žijí v rodinných skupinkách. Jsou agresivní a své území si brání; ostatní datly se snaží z území vytlačit. V roce 2014 byl zaznamenán i smrtelný útok. Jedinci mezi sebou komunikují například pomocí zvuků připomínajících „tsí-já“ nebo „pi-ka“, buď jednotlivých, nebo vícekráte opakovaných. Pár se mezi sebou dorozumívá zvuky „prrr-prr-prrr“ a „weeerr-weeeeerr“.
Rozmnožování probíhá od října do ledna. Samec i samice spolupracují na hloubení hnízda v dutině stromu. Výška hnízda je závislá na druhu stromu a stanovišti, obyčejně činí 5 až 15 m. Samice klade jedno až čtyři vejce (nejčastěji dvě) a stará se o ně společně se samcem. Mláďata se vylíhnou po 15 až 17 dnech a opeří se za 40 až 50 dnů; nejmladší z nich však obvykle hyne. Pohlavní dospělosti je u datlů magellanských dosaženo v dvou až třech letech, avšak úspěšně odchovají mláďata většinou teprve čtyř až pětiletí jedinci.
Mezi přirozené nepřátele patří výhradně dravci, například káně andská (Buteo albigula), káně rudohřbetá (Buteo polyosoma), jestřáb dvoubarvý (Accipiter bicolor), orel skalní (Aquila chrysaetos) a karančo jižní (Caracara plancus), který se živí převážně mláďaty. Na možné nebezpečí reagují datli tak, že se přestanou hýbat.

## Ohrožení
Datel magellanský je považován Mezinárodním svazem ochrany přírody jako málo dotčený, ale byly hlášeny úbytky populací. Nebezpečí představuje především rychlý úbytek lesů následkem těžby dřeva, stejně tak jako přeměna lesů na plantáže pro pěstování exotických plodin. Odlesňování vede k roztříšťování populací. Datel magellanský je chráněn v obou zemích výskytu.